# Podbój El Hierro
Podbój El Hierro – czwarty etap ekspansji kastylijskiej na Wyspach Kanaryjskich.
Po podboju Fuerteventury Jean de Béthencourt zdecydował się na podbój La Gomery, ten jednak nie przebiegał po jego myśli. Postanowił wówczas skoncentrować wysiłki na zajęciu El Hierro, która była mniejsza i słabo zaludniona.
W podboju wyspy pomogło obecne wśród miejscowych podanie, wedle którego prorok Yoñe zapowiedział nadejście boga Eraoranhan w „wielkim, białym domu”. Mieszkańcy wyspy wzięli okręt pod żaglami za pojazd owego boga i bez żadnego oporu poddali się Europejczykom.
El Hierro była ostatnią wyspą podbitą przez Jeana de Béthencourta.